# Montipora
Montipora är ett släkte av koralldjur. Montipora ingår i familjen Acroporidae.

## Bildgalleri

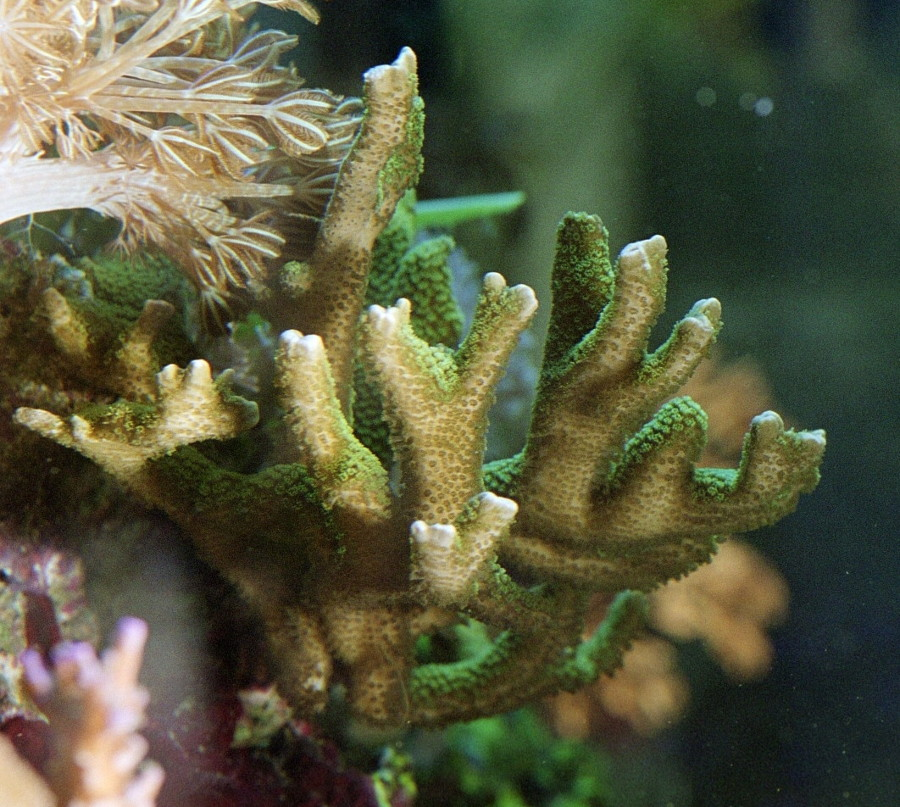
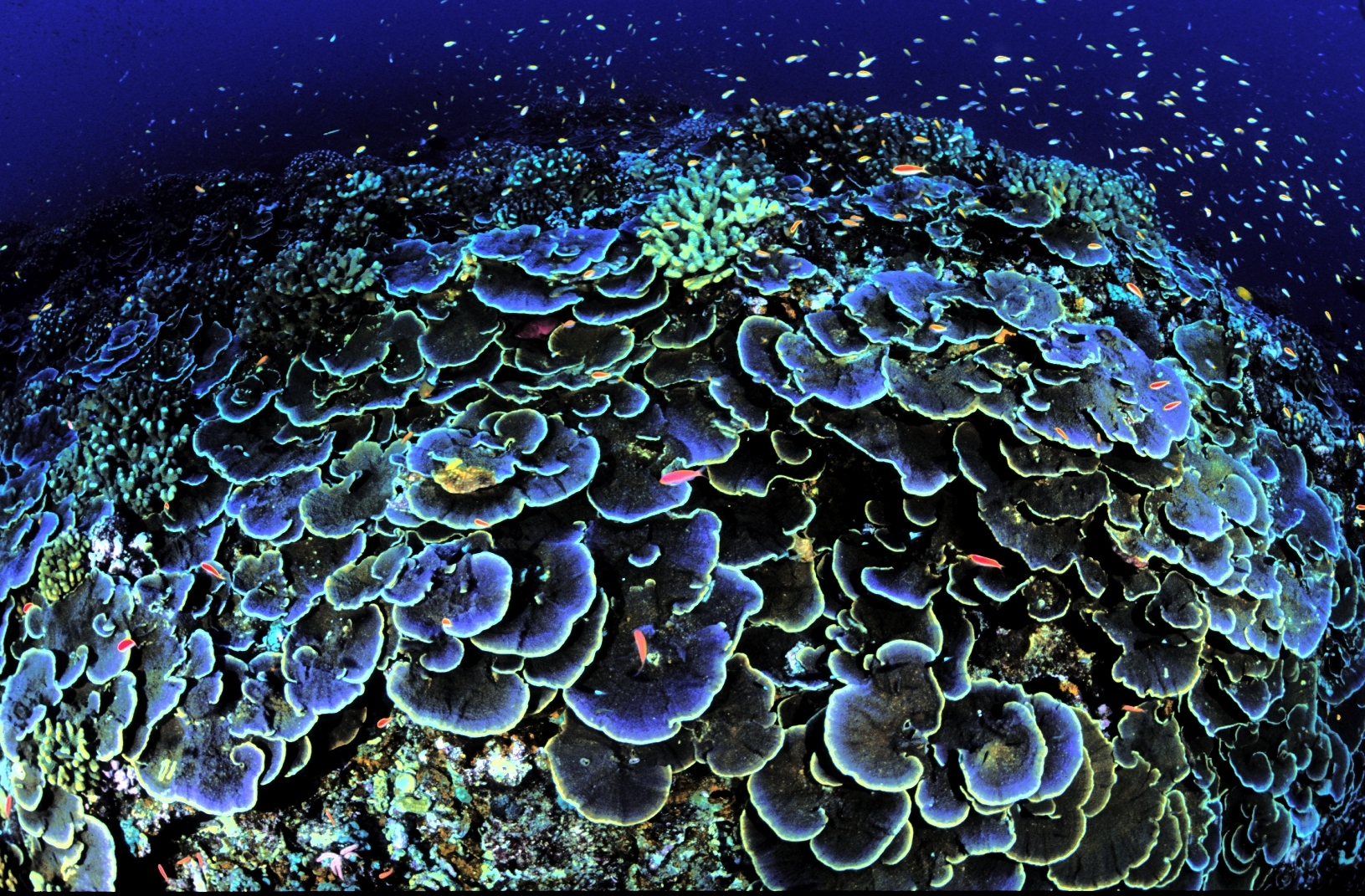
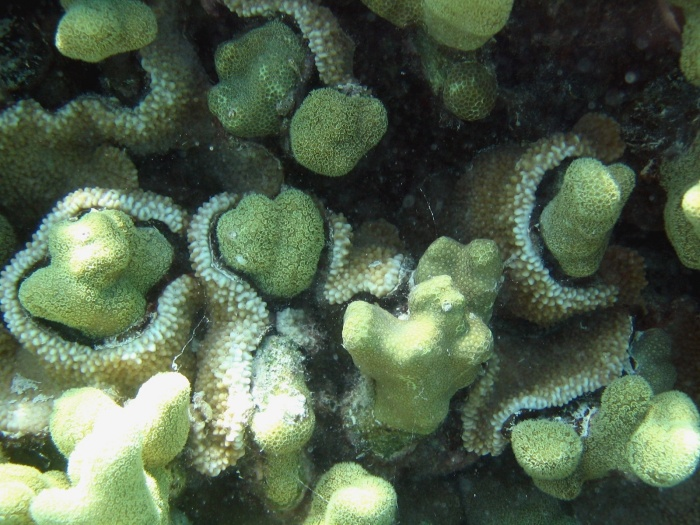
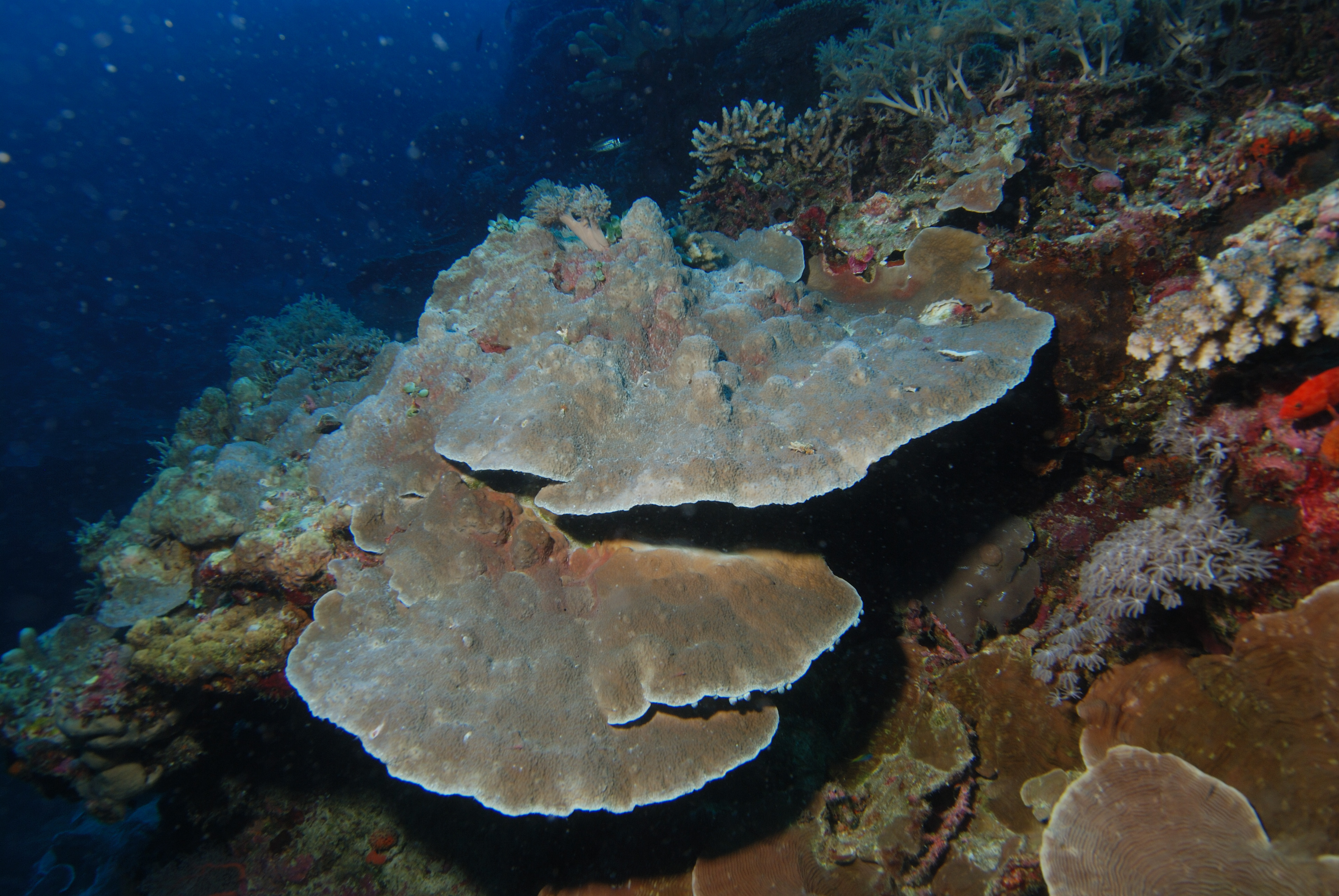
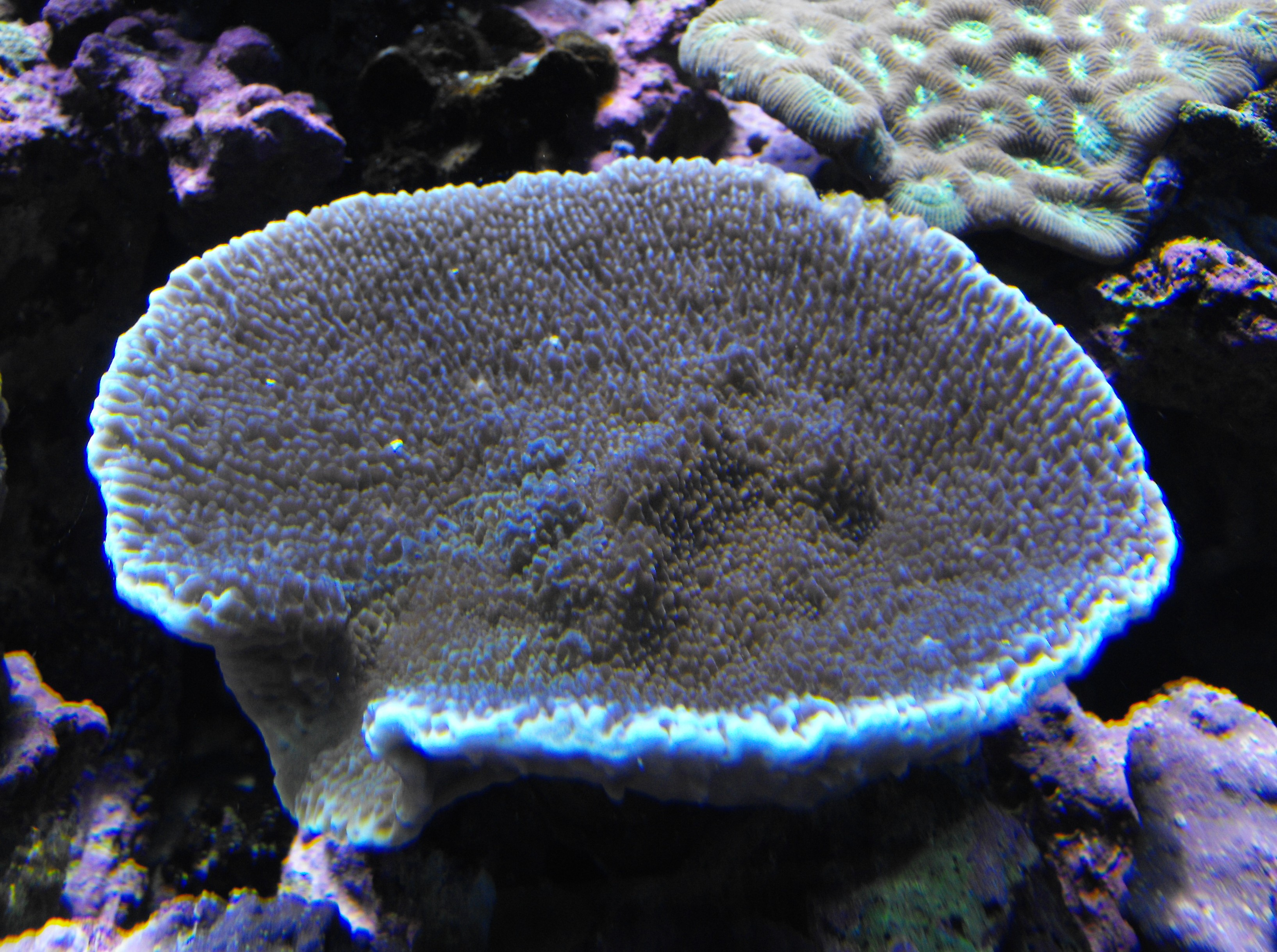
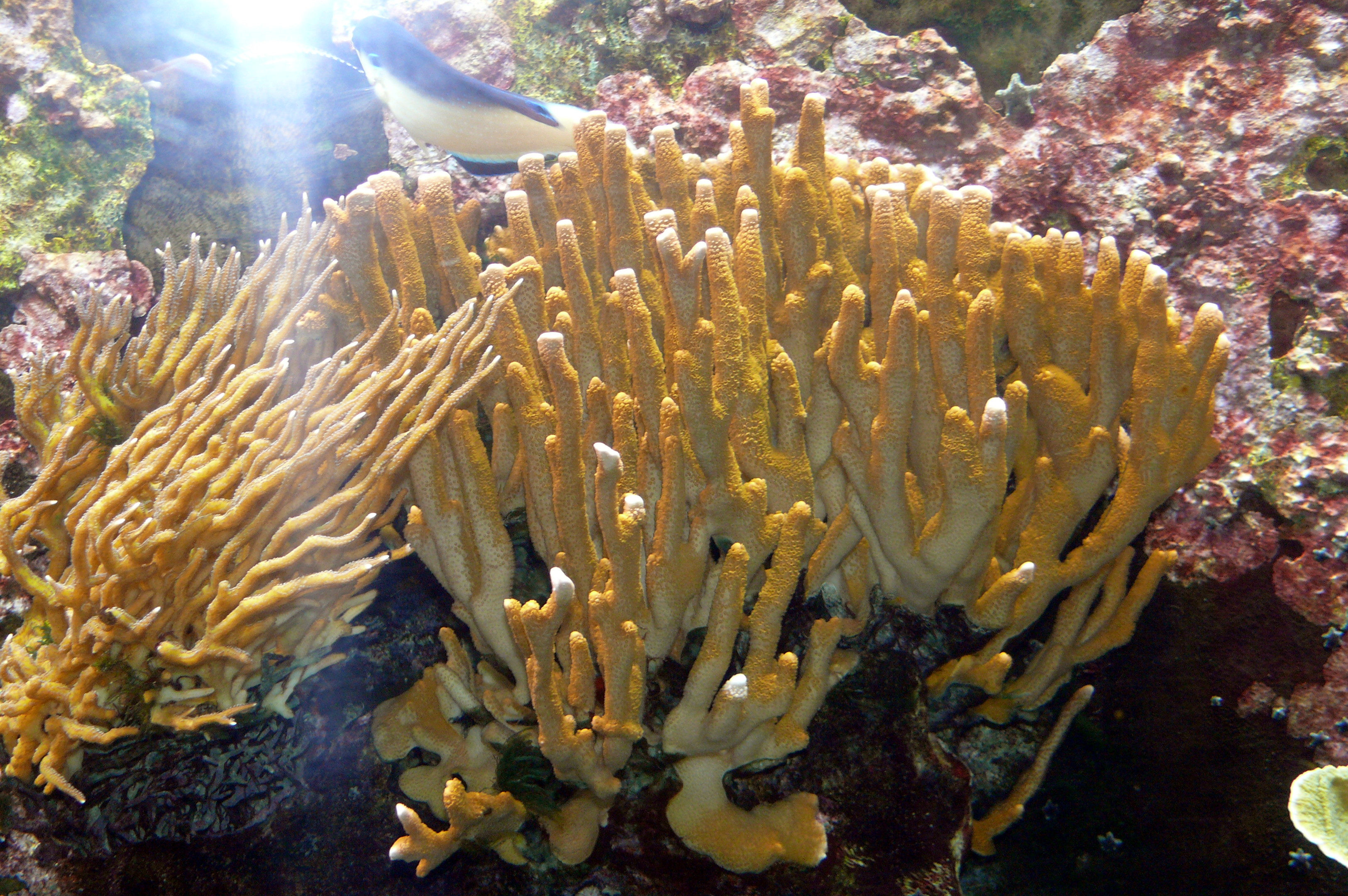

## Dottertaxa tillMontipora, i alfabetisk ordning[1]
- Montipora aequituberculata
- Montipora altasepta
- Montipora angulata
- Montipora aspergillus
- Montipora australiensis
- Montipora cactus
- Montipora calcarea
- Montipora caliculata
- Montipora capitata
- Montipora capricornis
- Montipora cebuensis
- Montipora circumvallata
- Montipora confusa
- Montipora corbettensis
- Montipora crassituberculata
- Montipora cryptus
- Montipora danae
- Montipora delicatula
- Montipora digitata
- Montipora echinata
- Montipora edwardsi
- Montipora efflorescens
- Montipora effusa
- Montipora flabellata
- Montipora florida
- Montipora floweri
- Montipora foliosa
- Montipora foveolata
- Montipora friabilis
- Montipora gaimardi
- Montipora granulosa
- Montipora grisea
- Montipora hemispherica
- Montipora hirsuta
- Montipora hispida
- Montipora hodgsoni
- Montipora hoffmeisteri
- Montipora incrassata
- Montipora informis
- Montipora kellyi
- Montipora lobulata
- Montipora mactanensis
- Montipora malampaya
- Montipora millepora
- Montipora mollis
- Montipora monasteriata
- Montipora niugini
- Montipora nodosa
- Montipora orientalis
- Montipora pachytuberculata
- Montipora palawanensis
- Montipora patula
- Montipora peltiformis
- Montipora porites
- Montipora samarensis
- Montipora saudii
- Montipora setosa
- Montipora solanderi
- Montipora spongiosa
- Montipora spongodes
- Montipora spumosa
- Montipora stellata
- Montipora stilosa
- Montipora striata
- Montipora taiwanensis
- Montipora tortuosa
- Montipora tuberculosa
- Montipora turgescens
- Montipora turtlensis
- Montipora undata
- Montipora venosa
- Montipora verrilli
- Montipora verrucosa
- Montipora verruculosus
- Montipora vietnamensis